# ゴーン人
ゴーン人(英語: Gorn) はアメリカのSFテレビドラマ『スタートレック』フランチャイズに登場する架空の異星人である。『宇宙大作戦』、『スタートレック:エンタープライズ』、『スタートレック:ストレンジ・ニュー・ワールド』に登場する。

## 概要
ゴーン人は爬虫類に類似したヒューマノイド型異星人である。
星間国家のひとつ、ゴーン同盟 (Gorn Hegemony) として知られており、主にクリンゴンと通商取引を行っている。
『宇宙大作戦』では、緩慢な動きではあるが攻撃力の高い異星人として登場した。
『スタートレック:エンタープライズ』では、より動きの速い生物として登場した。
『スタートレック:ストレンジ・ニュー・ワールド』では、きわめて攻撃的で高い知性を持つ強敵として複数話に登場した。
『スタートレック：ローワーデッキ』では、連邦所属の宇宙基地に飲食店を開くゴーン人が存在する位には、連邦との関係は改善されている。

## スタートレック:ストレンジ・ニュー・ワールド
成人したゴーン人は高い知性を持ち、宇宙艦隊のU.S.S.エンタープライズに匹敵する宇宙船を操る。遭遇した異星人は皆殺しにするか、繁殖惑星に捕虜として連れ帰る。動きは極めて速く、他の種を圧倒する。その吐く酸性の液内には卵が含まれ、宿主の肉体に住み着きやがて食い破って姿を現す。孵化した直後から攻撃的であり動きは速い。生命センサーには反応せず、テレパシーをブロックする。低気温には弱点を示す。
『スタートレック:ストレンジ・ニュー・ワールド』の保安主任であるラアン・ヌニエン・シンは幼少時にゴーン人に家族を含む船の乗員全員を殺され、唯一生き残った過去がある。ラアンはゴーン人を激しく憎み、トラウマから封印された記憶の中にはゴーン人に関する知識がある。シーズン1の『メメント・モリ』ではゴーン人の4隻の宇宙船がエンタープライズに罠を仕掛けて襲う。同シーズンの『さまよえる者たち』では、オリオン人の体内で孵化したゴーン人がU.S.S.ペレグリンを全滅させる。調査に入ったエンタープライズの上陸班のうち2人を殺す。機関主任のヘマーは産み付けられた卵と共に自殺する。